# Cosme de Farias (Salvador)
Cosme de Farias é um bairro de Salvador, capital do estado brasileiro da Bahia. 
Está localizado na região central da península onde está Salvador. Ao norte limita-se com o bairro de Luís Anselmo e a sul com Brotas. Seu nome homenageia um célebre rábula da cidade, chamado de "Advogado dos Pobres".[carece de fontes?]
Ali estão localizadas as "Obras Assistenciais Franciscanas", ao final da principal via, a Rua Cosme de Farias.

## História
O local chamava-se, até a década de 1960, "Quinta das Beatas", quando ali foi morar o advogado e político Cosme de Farias, ocasião em que recebe o nome atual.[carece de fontes?]

## Demografia
Foi listado como um dos bairros mais perigosos de Salvador, segundo dados do Instituto Brasileiro de Geografia e Estatística (IBGE) e da Secretaria de Segurança Pública (SSP) divulgados no mapa da violência de bairro em bairro pelo jornal Correio em 2012. Ficou entre os mais violentos em consequência da taxa de homicídios para cada cem mil habitantes por ano (com referência da ONU) ter alcançado o segundo nível mais negativo, com o indicativo de "61-90", sendo um dos piores bairros na lista.